# Bound for Glory (2023)
Pour les articles homonymes, voir Bound for Glory.
L'édition 2023 de Bound for Glory est un Pay-per-view de catch (lutte professionnelle) produit par la promotion américaine Impact Wrestling. L'événement a eu lieu le 21 octobre 2023 au Cicero Stadium à Cicero (Illinois). Il s'agit de la 19e édition de Bound for Glory.

## Contexte
Les spectacles d'Impact Wrestling sont constitués de matchs aux résultats prédéterminés par les scénaristes de la compagnie. Ces rencontres sont justifiées par des storylines – une rivalité entre catcheurs, la plupart du temps – ou par des qualifications survenues dans les shows. Tous les catcheurs possèdent un gimmick, c'est-à-dire qu'ils incarnent un personnage gentil (Face) ou méchant (Heel), qui évolue au fil des rencontres. Un événement comme Bound for Glory est donc un événement tournant pour les différentes storylines en cours.  

## Tableau des matchs
| Ordre par numéros | Résultat | Stipulation(s) | Temps |
| --- | --- | --- | ----- |
| 1P | MK Ultra (Masha Slamovich et Killer Kelly) (c) bat Deonna Purrazzo et Tasha Steelz                               | Tag Team match pour les Impact Knockouts World Tag Team Championship | 6:06  |
| 2 | Chris Sabin (c) bat Kenta                                                                                        | Match simple pour le Impact X Division Championship | 11:28 |
| 3 | PCO bat Moose, Rhino et Steve Maclin<rer name="Résultats Bound for Glory 2023"/>                                 | Monster's Ball match | 11:09 |
| 4 | ABC (Ace Austin et Chris Bey) bat The Rascalz (Trey Miguel et Zachary Wentz) (c)                                 | Tag Team match pour les Impact ! World Tag Team Championship | 9:49  |
| 5 | Will Ospreay bat Mike Bailey                                                                                     | Match simple | 17:58 |
| 6 | Jordynne Grace remporte le 20-Person Intergender Call Your Shot Gauntlet match en éliminant en dernier Bully Ray | 20-Person Intergender Call Yout Shot Gautnlet match Le (La) gagnant(e) remporte un trophée et obtient un contrat qu'il (elle) pourra utiliser pour obtenir un match de championnat de son choix pendant un an. | 28:56 |
| 7 | Trinity (c) bat Mickie James par soumission                                                                      | Match simple pour le Impact Knockouts World Championship | 11:59 |
| 8 | Alex Shelley (c) bat Josh Alexander                                                                              | Match simple pour le Impact World Championship | 22:32 |
| La lettre C placée entre parenthèses désigne la personne ou l’équipe championne en titre. P – indique que le match a eu lieu lors du pré-show | | |       |